# Eriocephalus glandulosus
Eriocephalus glandulosus là một loài thực vật có hoa trong họ Cúc. Loài này được M.A.N.Müll. mô tả khoa học đầu tiên năm 2001.